# Église Saint-Florentin de Bonnet
L'église Saint-Florentin est une église catholique située à Bonnet, en France.

## Localisation
L'église est située dans le département français de la Meuse, sur la commune de Bonnet.

## Historique
Construite du XIIIe au XVe siècle, l'église a notamment fait l'objet de travaux de "fortification" au XIVe siècle afin de jouer un rôle de défense des habitants du village comme c'est le cas de nombreuses églises en Meuse et dans les alentours de Metz.
Composée essentiellement de trois parties assez différentes (chœur, nef et clocher), l'ensemble s'articule pour donner ce monument étonnant et imposant dont le clocher pourrait être une véritable tour de château fort alors que le chœur voit s'épanouir le gothique qui l'ouvre sur la lumière.
L'édifice est classé au titre des monuments historiques en 1909.